# Павлоградський район (Омська область)
Павлоградський район (рос. Павлоградский район) — муніципальне утворення у Омській області.

## Адміністративний устрій
- Павлоградське міське поселення
- Богодуховське сільське поселення
- Логіновське сільське поселення
- Милоградське сільське поселення
- Нивське сільське поселення
- Новоуральське сільське поселення
- Тихвінське сільське поселення
- Хорошковське сільське поселення
- Южне сільське поселення
- Юр'євське сільське поселення